# Tweezer clock
Tweezer clock ou relógio pinça, em português, é um relógio que usa uma pinça a laser para capturar, controlar e isolar os átomos e oferece as possibilidades de aprimorar o desempenho de relógios atômicos usando a física quântica. A plataforma do relógio é uma matriz de até 10 átomos de estrôncio confinados individualmente por 10 pinças ópticas, criadas por um feixe de laser infravermelho direcionado por um microscópio e desviado para 10 pontos. O relógio pinça é baseado em uma matriz de átomos neutros presos individualmente com leitura de átomo único, mesclando muitos dos benefícios dos relógios de íons e reticulados, além de criar uma ponte para técnicas desenvolvidas em simulação quântica e computação com átomos neutros.
Os relógios atômicos da próxima geração estabilizam a cor, ou a frequência, de um laser em átomos "marcando" entre dois níveis de energia. O relógio pinça prende e controla os átomos individualmente para manter a estabilidade do tique-taque e detecta esse comportamento sem perdê-los e, portanto, pode reutilizar os mesmos átomos muitas vezes sem precisar recarregar constantemente novos.